# 天津市眼科医院
天津市眼科医院，位于天津市和平区甘肃路4号，前身是1924年成立的中国华洋防盲会，由北洋医学堂法籍眼科教师卢梭望发起，中、法教师联同部分学生组合，故定名为“中国华洋防盲会”。1931年4月，成立了防肓医院。
目前，天津市眼科医院是一家眼科三级甲等医院，隶属于天津市卫生健康委员会。